# Jutogh
Jutogh é cidade no distrito de Shimla, no estado indiano de Himachal Pradesh.

## Geografia
Jutogh está localizada a 31° 06′ N, 77° 07′ L. Tem uma altitude média de 1729 metros (5672 pés).

## Demografia
Segundo o censo de 2001, Jutogh tinha uma população de 2417 habitantes. Os indivíduos do sexo masculino constituem 68% da população e os do sexo feminino 32%. Jutogh tem uma taxa de literacia de 85%, superior à média nacional de 59,5%: a literacia no sexo masculino é de 90% e no sexo feminino é de 75%. Em Jutogh, 10% da população está abaixo dos 6 anos de idade.